# Hon Lai Chu
Hon Lai Chu (xinès simplificat: 韓麗珠, pinyin: Hán Lìzhū; Hong Kong, 1978) escriptora xinesa de Hong Kong.

## Biografia
Llicenciada pel Departament de Traducció i Lingüística de la City University of Hong Kong, i Màster en Estudis Culturals, Lingnan University, (Hong Kong). Després d'acabar els estudis universitaris, va treballar uns anys abans de dedicar-se únicament a l'escriptura.

### Carrera literària
Va començar a escriure als deu anys i el seu primer conte, 輸水管森林 (Aqueduct Forest/The Water Pipe Forest), mentre encara estava a l'escola secundària.
El 2008 va publicar 灰花 (Gray Flower) que va ser seleccionada, entre les deu millors novel·les xineses de l'any.
El 2009, va participar en el projecte especial "Roaming: Architectural Experience and Literary Imagination" de la Shenzhen-Hong Kong Bi-City Biennale 2009, organitzat pel director de cinema i activista cultural Ou Ning, que va confrontar deu autors xinesos amb deu arquitectes reconeguts, convidant-los a crear deu contes inspirats en la seva creació arquitectònica a la Xina. Hon va participar-hi amb la novel·la "Going Home" sobre persones i edificis de ficció (Tulou Mansion).
El 2011 va anar als Estats Units amb una beca de la Robert H. N. Ho Family Foundation deHong Kong, per assistir al programa d'escriptura internacional de la Universitat d'Iowa.
El 2013, Hon va coescriure una col·lecció de contes amb Dorothy Tse: 雙城辭典 (A Dictionary of Two Cities), que va guanyar el premi del llibre de Hong Kong del 2013.
El 2015, Ho va publicar la novel·la 失去洞穴 (The Lost Cave) i el 2019 人皮刺繡 (The Embroidered Skin).
Alguns crítics ha definit l'estil de Ho com a surrealista i altres l'han comparat amb escriptors com Kafka o Can Xue, i han escrit que: " no és només l'absurd el que caracteritza la seva escriptura: la trama de les seves històries s'endinsa en la psicologia dels seus personatges per fer aflorar els seus conflictes interiors i els seus intents de trobar sentit a la seva existència"

## Premis
- 2004: Premi de la Bienal de Hong Kong de literatura xinesa de ficció, per la seva antologia de contes, 寧靜的獸 (Peaceful Beasts).
- 2006: Premi de novel·la atorgat a nous autors per l'Associació Literària de Taiwan Unitas, per 風箏家族 (Kite Family)